# (602) Marianna
(602) Marianna – planetoida z pasa głównego asteroid okrążająca Słońce w ciągu 5 lat i 160 dni w średniej odległości 3,09 au. Została odkryta 16 lutego 1906 roku w Taunton (Massachusetts) przez Joela Metcalfa. Pochodzenie nazwy planetoidy nie jest znane. Przed jej nadaniem planetoida nosiła oznaczenie tymczasowe (602) 1906 TE.